# Municipio de Roscoe (Minnesota)
El municipio de Roscoe (en inglés: Roscoe Township) es un municipio ubicado en el condado de Goodhue en el estado estadounidense de Minnesota. En el año 2010 tenía una población de 732 habitantes y una densidad poblacional de 7,91 personas por km².

## Geografía
El municipio de Roscoe se encuentra ubicado en las coordenadas 44°14′2″N 92°44′18″O / 44.23389, -92.73833. Según la Oficina del Censo de los Estados Unidos, el municipio tiene una superficie total de 92.52 km², de la cual 92,45 km² corresponden a tierra firme y (0,08 %) 0,08 km² es agua.

## Demografía
Según el censo de 2010, había 732 personas residiendo en el municipio de Roscoe. La densidad de población era de 7,91 hab./km². De los 732 habitantes, el municipio de Roscoe estaba compuesto por el 97,95 % blancos, el 0,55 % eran afroamericanos, el 0,27 % eran asiáticos, el 0,27 % eran de otras razas y el 0,96 % eran de una mezcla de razas. Del total de la población el 0,55 % eran hispanos o latinos de cualquier raza.